# RAF Coningsby

i7
i11
i13
Die Royal Air Force Station Coningsby (IATA-Code: QCY, ICAO-Code: EGXC), kurz RAF Coningsby, ist ein Militärflugplatz der britischen Royal Air Force am südlichen Ortsrand von Coningsby in der Grafschaft Lincolnshire, England. Als Haupteinsatzbasis der Eurofighter-Typhoon-Mehrzweckkampfflugzeuge ist die Basis eine der geschäftigsten der RAF.

## Geschichte
Im Zuge der Hochrüstung im Vorfeld des Zweiten Weltkrieges wurde 1937 mit dem Bau begonnen, aber erst ein Jahr nach Kriegsausbruch begann im Herbst 1940 der Flugbetrieb in RAF Coningsby. Der Platz war im Krieg eine Basis der No. 5 Bomber Group des RAF Bomber Command. Bomber aus RAF Coningsby waren regelmäßig an den meist nächtlichen Einsätzen über dem besetzten Kontinent und dem Deutschen Reich im Einsatz. Lediglich zwischen September 1942 und August 1943 ruhte der Betrieb, da erst in diesen Monaten die befestigte Start- und Landebahn gebaut wurde. Auch die berühmte No. 617 Squadron „Dambusters“ lag einige Monate nach der Operation Chastise und der Wiedereröffnung auf der Station. Gegen Ende des Krieges lag hier ein Teil der sogenannten Marker Force, die dieselben Aufgaben wie die berühmtere Pathfinder Force der No. 8 Group hatte.
Nach dem Krieg beherbergte die Basis mit kurzen Unterbrechungen weiterhin Bomber, unter anderem vom Typ Mosquito, bevor 1953 mit dem Eintreffen der ersten Canberras, die bis 1961 in Coningsby stationiert blieben, das Düsenzeitalter begann. Nach einem kurzen Intermezzo als Atombomber-Basis, drei Staffeln des Typs Vulcan waren hier stationiert, wurde der Platz an das Fighter Command übergeben und es begann das bis heute andauernde Zeitalter des Betriebes überschallschneller Jagdflugzeuge bzw. Jagdbomber. RAF Coningsby wurde fortan Heimat der (RAF-)Phantomflotte, zunächst als Ausbildungs- und später zusätzlich auch als einer der Einsatzplätze.
1976 verlegte zusätzlich die Battle of Britain Memorial Flight nach Coningsby und im Folgejahr wurde „Queen Mum“ Ehrenoberst von RAF Coningsby, eine Rolle die heute (2011) ihr Ur-Enkel William innehat.
Nach umfangreichen Modernisierungen im Zuge der Umrüstung auf die Phantom 15 Jahre zuvor kam es Anfang der 1980er Jahre auch in Coningsby zur Umsetzung des NATO-weiten Programms zum Bau sogenannter Hardened Aircraft Shelter auf ihren wichtigsten Luftstützpunkten Europas. Unmittelbar im Anschluss begann die Umrüstung auf die Abfangjagd-(ADF-)Variante des Panavia Tornado (F2/F3), wobei die „Heimat“-Rolle der Station, d. h. Ausbildung und Einsatz, erhalten blieb.
Die Tornado-Ara neigte sich zu Beginn des 21. Jahrhunderts dem Ende entgegen, als 2005 die ersten Typhoon nach RAF Coningsby verlegten.
Die No. 121 Expeditionary Air Wing (EAW) wurde am 1. April 2006 aufgestellt. Zur EAW gehören keine der fliegenden Staffeln. Der Kommandeur der Basis ist gleichzeitig Kommandeur der EAW.

## Heutige Nutzung
Heute liegen fünf Staffeln Typhoon T.3/FGR.4 in Coningsby, neben zwei Einsatzstaffeln (der 3(F) und XI Squadron) die Umschul- (29(R) Squadron) und eine Teststaffel (41(R) Squadron). Die fünfte Einheit, die 12. Squadron, die 2018 als Typhoon-Staffel reaktiviert wurde, ist übergangsweise eine gemeinsam Ausbildungsstaffel mit der Qatar Emiri Air Force.
Die Flugzeuge des Battle of Britain Memorial Flight fliegen weiterhin ab Coningsby.

## Flugplatzmerkmale
Der Tower (TWR) sendet und empfängt auf der Frequenz: 124,675 und 122.1 MHz.
Der Flughafen verfügt über verschiedene Navigationshilfen.
Die Start- und Landebahn 07/25 verfügt über ein Instrumentenlandesystem (ILS).
Ein Tactical Air Navigation System (TACAN) ist vorhanden.
Die Ortsmissweisung beträgt 2° West. (Stand: 2006)

## Sonstiges
Neben der 20 Meilen gelegenen Basis RAF Waddington ist Coningsby eine von zwei verbliebenen RAF-Stationen in Lincolnshire, auf der eine Reihe von fliegenden Staffeln beheimatet sind. Während des Zweiten Weltkrieges befanden sich in der Grafschaft eine Reihe von Einsatzplätzen des Bomber Command.

### RAF East Kirkby
Hierzu zählte ab August 1943 auch RAF East Kirkby ca. 12 Kilometer ostnordöstlich, an dessen Standort sich heute ein kleines Museum über die Luftfahrt in Lincolnshire befindet, das Lincolnshire Aviation Heritage Centre. In seinem Besitz befindet sich eine von drei noch existierenden flugtauglichen Lancaster-Bombern, der Flugzeugtyp mit denen während des Zweiten Weltkrieges zwei Staffeln von hier aus ihre Kampfeinsätze flogen. Die United States Air Force nutzte die Basis Anfang der 1950er Jahre einige Zeit mit Air Rescue Squadrons, bevor sie 1958 geschlossen wurde. Bei Flugveranstaltungen wird in East Kirkby kurzfristig ein Flugkontrollbereich eingerichtet, der von Fluglotsen aus Coningsby überwacht wird.